# Olověný akumulátor
Olověný akumulátor je sekundární galvanický článek s elektrodami na bázi olova, jehož elektrolytem je roztok kyseliny sírové. Jmenovité napětí článku je 2,1 V. Hlavní výhodou olověných akumulátorů je schopnost dodávat vysoké rázové proudy. Tato vlastnost, spolu s jejich nízkou cenou, je atraktivní např. pro startování automobilu. Baterie těchto akumulátorů se vyrábějí v kapacitách řádově od 1 do 10 000 Ah.

## Elektrochemická reakce
V nabitém stavu aktivní hmotu záporné elektrody tvoří houbovité olovo (Pb), u kladné elektrody je to oxid olovičitý (PbO2).
Elektrolytem v olověných akumulátorech je vodou zředěná kyselina sírová (H2SO4) o koncentraci přibližně 35 % obj u plně nabitého akumulátoru. Tento roztok může být z technických důvodů nasáknutý do vaty ze skelných vláken (AGM) nebo ztužený do formy gelu.
Vybíjením se aktivní hmota záporné i kladné elektrody přeměňuje na síran olovnatý (PbSO4) a elektrolyt je ochuzován o kyselinu sírovou a obohacován o vodu. Při vybíjení tedy klesá koncentrace elektrolytu a naopak při nabíjení jeho koncentrace roste.
Celková reakce vybíjení:
Pb + 2H2SO4 + PbO2 → 2PbSO4 + 2H2O
- Na záporné elektrodě:

Pb + SO42− → PbSO4 + 2e−
- Na kladné elektrodě:

PbO2 + 4H+ + SO42− + 2e− → PbSO4 + 2H2O
Tato reakce probíhá také s kyselinou sírovou, která je disociována pouze do 1. stupně na H+ a HSO4−. Rovnice pak vypadají následovně:
- Na záporné elektrodě:

Pb + HSO4− → PbSO4 + H+ + 2e−
- Na kladné elektrodě:

PbO2 + 3H+ + HSO4− + 2e− → PbSO4 + 2H2O
Při nabíjení probíhají uvedené reakce opačným směrem. Vybíjení akumulátoru probíhá také samovolně bez připojení k elektrickému obvodu – samovybíjením. Rychlost samovybíjení je zhruba 3-20% kapacity za měsíc. Horní hranice se týká starých typů olověných akumulátorů, dnešní typy mají úroveň samovybíjení podstatně nižší.

## Napětí a nabíjení konstantním napětím
- Jmenovité napětí jednoho článku: 2 V
- Napětí naprázdno nabité 6článkové baterie: 12,6–12,8 V
- Napětí naprázdno vybité 6článkové baterie: 11,8–12,0 V
- Napětí pod zátěží, při kterém se má ukončit vybíjení: 1,75 V (pro jeden článek)
- Pro 6článkovou baterii to je 10,5 V

1. Všechna napětí jsou platná pro 20 °C, v případě změny teploty se musí vhodně upravit.
2. Hodnota udržovacího napětí se může lišit v závislosti na výrobci.
3. V případě dobíjení udržovacím napětím se napětí musí pečlivě nastavit, protože nízké napětí způsobuje sulfataci elektrod a vysoké jejich korozi a ztrátu elektrolytu, což významně zkracuje životnost akumulátoru.

- Napětí pro občasné dobíjení baterie (12V): 14,2–14,5 V
- Napětí, při kterém začíná výrazná tvorba vodíku a kyslíku: 2,4 V (pro jeden článek)
- Po ukončení nabíjení baterie (12V) do plného nabití klesne napětí rychle na 13,2 V a poté pomalu na 12,6 V.

## Rozdělení

### Podle provedení
- se zaplavenými elektrodami – např. autobaterie – elektrolyt je volně nalitá kapalina mezi elektrodami
- VRLA z anglického Valve Regulated Lead Acid – ventilem řízené olověné akumulátory; jde o označení zapouzdřených akumulátorů s výrazným omezením vývinu plynů; prakticky vůbec se nevyvíjí kyslík a jen ve velmi malé míře se vyvíjí vodík
  - AGM z anglického Absorbent Glass Mat – elektrolyt je nasáknut ve skelné vatě, která je mezi elektrodami
  - Gelové – elektrolyt je zahuštěný ve formě gelu

### Podle použití
- Záložní (standby) – např. UPS, bezpečnostní systémy…
- Startovací – autobaterie
- Trakční – golfová vozítka, vysokozdvižné vozíky…

## Cykly a životnost
Při posuzování životnosti baterie se pracuje často s pojmem cyklus. Cyklem se rozumí nabití a následné vybití baterie. Počet cyklů je závislý na hloubce vybíjení. Celkovou životnost baterie ovlivní více faktoru. Hlavní faktory jsou:
- obvyklá hloubka vybíjení
- četnost hlubokého vybíjení
- způsob jakým je baterie nabíjena
- provozní teploty
- způsoby skladování

Tyto faktory se navzájem ovlivňují. Například velká hloubka vybíjení může významně snížit počet cyklů.

### Sulfatace
Olověný akumulátor má omezení, které spočívá v tom, že když je delší dobu – řádově dny – ponechán v nedostatečně nabitém (případně vybitém) stavu, tak na jeho elektrodách dochází k tzv. sulfataci, která výrazně snižuje jeho kapacitu. Proto poté, co je olověný akumulátor používán, je potřeba ho brzy dobít. Sulfatací rozumíme postupný vznik krystalického síranu olovnatého přeměnou z amorfního síranu, který vznikl na elektrodách při vybíjení. Zmíněný pokles kapacity v důsledku sulfatace je způsoben tím, že na rozdíl od původního amorfního síranu, se vzniklé krystaly zúčastňují přeměn aktivní hmoty elektrod jen ve velmi omezené míře. Kapacitu sulfatací zasaženého akumulátoru je ve větší nebo menší míře možné obnovit postupem zvaným desulfatace. Ta spočívá v upraveném nabíjení (např. pomocí krátkých pulzů většího proudu), které převádí krystalický síran zpět na aktivní hmoty elektrod. Funkcí desulfatace jsou vybaveny některé "inteligentní" nabíječky olověných akumulátorů.

### Využitelná kapacita
Kapacita akumulátoru je uváděna v ampérhodinách. Jedná se o jmenovitý údaj. U akumulátorů nejde počítat s využitím jejich úplné kapacity. Předpokládané režimy využití baterie, způsob vybíjení a hloubka vybíjení jsou konstrukční charakteristiky baterie. Při volbě kapacity je potřeba vzít v úvahu dostupnou hloubku vybití, kterou obvykle uvádí výrobce a zvážit vliv hloubky vybití na počet cyklů za dobu života baterie.

## Rozdělení baterií podle určení

### Startovací baterie
Olověné baterie určené pro startování nejsou navržené pro hluboké vybití – mají velký počet tenkých elektrod kvůli co největší ploše a tím co největšímu proudu, ale hlubokým vybitím mohou být snadno poškozeny. Opakované hluboké vybití způsobí ztrátu kapacity a významně sníží životnost. Startovací baterie se skladují odpojené a měly by se pravidelně dobíjet podle doporučení výrobce (např. každé 3 měsíce), aby se předešlo sulfataci.

### Trakční baterie
Speciální baterie navržené pro provoz například manipulační techniky, golfových vozíků, čí el. nůžkových plošin. Tyto baterie jsou rozděleny na článkové 2V a na blokové 6V, 8V, 12V. Konstrukce článku je nejčastěji mřížková olověná elektroda s vlisovanou aktivní hmotou a dále mezi elektrodami oddělující separátory. Konstrukce blokové baterie je buďto mřížková elektroda nebo trubková elektroda. Tyto baterie jsou stavěné na dlouhodobé odebírání energie a následné znovu nabití. např. manipulační technika a baterie v ní je stavěna na 8 hod. provozu (jedna pracovní směna). Pro tyto trakční baterie je nutné dodržení cyklů a to nabití na 100 % a následné odebrání 80 % a tak dále se opakuje, tento úkon je jeden nabíjecí cyklus. Standardní trakční článková baterie má 1500 nabíjecích cyklů a blokové baterie například pro golfové vozíky od 400 do 1200 nabíjecích cyklů. Tyto baterie pokud jsou hluboce vybity - pod zbývající 20 % energie, sulfatují a snižují se dané kapacity baterií až do trvalého poškození, nesmí se tedy hluboce vybíjet a dále ani mezidobíjet.

## Recyklace
Recyklace olověných akumulátorů, které jsou nejrozšířenějším akumulátorem na světě, dosahuje globálně 99 % a reálně tak je jejich použití cirkulární ekonomikou. Naopak recyklace lithiových článků a akumulátorů (Li-Ion, Li-pol) dosahuje zatím globálně pouze 1 %.